# بروق برتغالي
البروَق البرتغالي (باللاتينية: Asphodelus lusitanicus) نوع نباتي يتبع جنس البروَق من الفصيلة البروَقية.

## الموئل والانتشار
ينتشر في البرتغال وإسبانيا.

## مرادفات غير مقبولة للاسم العلمي
- (باللاتينية: Asphodelus occidentalis Cout., nom. illeg.)
- (باللاتينية: Asphodelus lusitanicus (Cout.) Cout. var. lusitanicus)
- (باللاتينية: Asphodelus lusitanicus var. ovoideus (Merino) Z. Díaz & Valdés)